# Février 1914

## Événements
- 3 février : l'Allemand Ingold bat le record de durée de vol sur un « Aviatik » : 16 heures et 20 minutes.

- 5 février : rencontre d'Abdallah et de Kitchener au Caire. Abdallah, fils du chérif de La Mecque Hussein, entre en contact avec Kitchener, consul britannique d’Égypte, et réclame un soutien britannique à une plus grande autonomie du Hedjaz et des livraisons d’armes. Kitchener ne répond pas à ces demandes mais souligne la sympathie de son pays pour la cause du Hedjaz[1].

- 12 février : 
  - Ivan Goremykine devient président du Conseil en Russie (fin en 1916);
  - le Français Marc Pourpe relie Le Caire et Suez.

- 17 février : 
  - gouvernement Hammarskjöld en Suède (fin en 1917).
    - Gustave V de Suède souhaite exercer un pouvoir personnel dans le domaine de la Défense et des Affaires étrangères. Il profite d’une campagne d’opinion culminant avec une manifestation de paysans marchant sur Stockholm, qui met en difficulté le gouvernement libéral de Karl Staaff, pour mettre en place un cabinet « neutre », surtout composé de fonctionnaires, conduit par Hammarskjöld, qu’il tient bien en main. Officiellement, la Suède observe une stricte neutralité, mais le roi et le gouvernement manifestent une tendance favorable à la Triple-Alliance, tandis que les libéraux et les sociaux-démocrates penchent vers la France et le Royaume-Uni;

  - le Français Marc Pourpe relie La Mer Rouge et la Méditerranée en survolant le Canal de Suez sur toute sa longueur. Durée du vol : 1 heure et 26 minutes.

- 21 février - 3 septembre : règne éphémère de Guillaume de Wied en Albanie.

- 23 février : premier vol du chasseur britannique Bristol Scout.

- 26 février : 
  - Irlande du Nord, lancement du Britannic à Belfast, le plus grand paquebot du monde, réquisitionné comme His Majesty's Hospital Ship (HMHS) », en français « Navire Hôpital de Sa Majesté » le 4 août de la même année.
  - Coupe Vanderbilt.

- 28 février : Grand Prix automobile des États-Unis.

## Naissances
- 1er février : Jale İnan,  archéologue turque († 26 février 2001).
- 2 février : 
  - Eric Kierans, politicien et économiste († 10 mai 2004).
  - Farhat Hached, homme politique tunisien († 5 décembre 1952).
- 3 février : Michel Thomas, linguiste polonais († 8 janvier 2005).
- 19 février : Jacques Dufilho, acteur français († 28 août 2005).
- 26 février : Witold Rowicki, musicien et chef d'orchestre polonais († 1er octobre 1989).
- 27 février : Yvan Audouard, à Saïgon, journaliste et écrivain français († 21 mars 2004).

## Décès
- 20 février : Paul Chevré, sculpteur, survivant du naufrage du Titanic.